# Mao (chanteur)
Pour les articles homonymes, voir Mao.
Mao, pseudonyme de Mauro Gurlino (Turin, 16 avril 1971), est un auteur-compositeur-interprète, guitariste, animateur de radio et de télévision, acteur et présentateur italien actif depuis la fin des années 1980, il a atteint une notoriété nationale dans les années 1990 en tant que leader du groupe Mao e la Rivoluzione et pour avoir coanimé avec Andrea Pezzi le programme télévisé Kitchen sur MTV Italie.

## Biographie
Diplômé en Histoire et Critique du Cinéma à la Faculté de Lettres et Philosophie de l'Université de Turin avec une thèse sur le comédie musicale Fais vite avant que ma femme revienne ! d'Adriano Celentano, Mao a été le leader dans les années 90 du groupe Mao e la Rivoluzione avec lequel il a sorti deux albums publiés par le label Virgin Records (Sale et Casa,, arrivant à participer au Festival de Sanremo avec Romantico et faisant la première partie d'Oasis). Un animateur, avec Andrea Pezzi, de programmes télévisés diffusés sur MTV Italie (Kitchen, Hot, Romalive, Tiziana, Tokusho), un animateur radio depuis le lycée (Radio Deejay, Rai Radio 1, Radio Città Futura, Radio Flash), un acteur dans des longs métrages (20 - Venti réalisé par Marco Pozzi, 500! par Giovanni Robbiano, Lorenzo Vignolo et Matteo Zingirian, Perdutoamor par Franco Battiato, A/R Andata + Ritorno, Passione sinistra et Je t'aime trop pour te le dire par Marco Ponti, I soliti idioti par Enrico Lando) et dans des courts métrages (réalisés par Enrico Iacovoni, Nicola Rondolino, Igor Mendolia et Guido Norzi).
Au cours des années, il a collaboré avec divers musiciens, dont Max Gazzè et Morgan, producteur artistique de son premier album solo Black mokette,,,,, publié par le label Sony Music, suivi de la bande originale du film 500!,, publiée par le label Mescal. Avec le groupe Santabarba, il dirige le groupe résident de le programme télévisé Scalo 76 sur Rai 2. Toujours sur la Rai, il participe avec sa guitare à l'émission Ventura Football Club diffusée sur Rai Radio 1.
Depuis vingt ans, avec son collectif artistique CortoCorto, il est agitateur de la vie nocturne de Turin avec les bandes sonores de Duel / Soundtrack Contest, les concours d'écriture musicale de LaBase / Song Contest et le talk-show Il Salotto di Mao, des formats avec lesquels il a accueilli plus de mille artistes au fil des ans. Pendant dix ans, il a fait partie de la compagnie Le Voci del Tempo, qui raconte l'histoire de l'Italie dans les clubs, les places, les théâtres et les festivals, avec des spectacles faits de chansons, d'images et de mots.
En 2010, il publie son deuxième album solo Piume pazze,,,, distribué gratuitement sur Internet, suivi de deux romans musicaux, Meglio tardi che Mao,, (Éditions Express) en 2011 et Olràit ! Mao sogna Celentano e gliele canta (Éditions Arcana). Il dirige le CortoCorto STUDIO, un studio de production et d'enregistrement audio-vidéo situé au cœur du quartier San Salvario de Turin.
Entre 2019 et 2020, il revient sur le marché du disque avec les singles Nudi alla meta, Le cose et le clip vidéo de Scusa caro vicino, nés de la collaboration artistique avec l'écrivaine Enrica Tesio et produits par DJ Aladyn et Max Bellarosa de Radio Deejay. Toujours en 2020, en duo avec Il Tusco, il publie le clip vidéo de Velenosa,. En 2022, exactement vingt-cinq ans après la sortie de l'album séminal Casa, il publie le clip vidéo de Stringimi #25, enregistré en duo avec Bianco et tourné aux Murazzi del Po devant le club historique Giancarlo. Il travaille actuellement sur un nouvel album de chansons inédites.

## Discographie

### Mao e gli indiani
Singles (7")
- 1989 - Dolore fisico / Piccolo fratello

### Magnifica Scarlatti
Démo (MC)
- 1991 - Demo

Compilations (LP)
- 1991 - AA.VV. - Arezzo Wave 1991 (Magnifica Scarlatti - Apro il tempo)
- 1992 - AA.VV. - Bloom live vol. 1 (Magnifica Scarlatti - It ain't the end)

Compilations (MC)
- 1991 - AA.VV. - Arezzo Wave 1991 (Magnifica Scarlatti - Apro il tempo)

### Voodoo
Albums (LP)
- 1992 - Il voltafaccia

Compilations (LP)
- 1990 - AA.VV. - Nightpieces (Voodoo - Rock the beat)
- 1990 - AA.VV. - Anteprima Rock - Rock Italia (Voodoo - Lysergic brain)

Compilations (LP Promo)
- 1990 - AA.VV. - Anteprima Rock - Rock Italia (Voodoo - Lysergic brain)

Compilations (MC)
- 1991 - AA.VV. - Torino Bagdad (Voodoo - Chiudi gli occhi, Everyday)

### Mao e la Rivoluzione
Albums (CD - MC)
- 1996 - Sale
- 1997 - Casa

Singles (12")
- 1996 - Febbre

Singles (CD)
- 1997 - Stringimi
- 1998 - Chinese take away

Singles (Promo 7")
- 1997 - Spice Girls / Mao - Spice Up Your Life / Romantico

Singles (Promo CD)
- 1996 - Febbre
- 1996 - Il ritmo
- 1997 - Stringimi
- 1997 - Romantico
- 1998 - Satelliti

Compilations (CD)
- 1993 - AA.VV. - Hokahey! Songs for Freedom Coalition (Mao e la Rivoluzione - Visi pallidi)
- 1994 - AA.VV. - Bienal Lisboa 1994 (Mao e la Rivoluzione - Umida)
- 1996 - AA.VV. - Territorio Match Music (Mao e la Rivoluzione - Febbre)
- 1996 - AA.VV. - Musica che cambia - Max Generation 96 (Mao e la Rivoluzione - Al limite)
- 1997 - AA.VV. - MTV 24 Hours Party (Mao - Stringimi)
- 1997 - AA.VV. - Hit's Virgin Pop (Mao - Romantico)
- 1997 - AA.VV. - Radio Capital Compilation (Mao - Romantico)
- 1998 - AA.VV. - Hit's Rock Now (Mao - Satelliti)
- 1998 - AA.VV. - MescalAction (Mao - Chinese take away)
- 1999 - AA.VV. - Adidas Streetball Challenge (Mao - Stringimi)
- 2003 - AA.VV. - Mescal.it 2003 (Mao - Satelliti)

Compilations (MC)
- 1996 - AA.VV. - Territorio Match Music (Mao e la Rivoluzione - Febbre)
- 1997 - AA.VV. - MTV 24 Hours Party (Mao - Stringimi)
- 1997 - AA.VV. - Hit's Virgin Pop (Mao - Romantico)
- 1997 - AA.VV. - Radio Capital Compilation (Mao - Romantico)
- 1998 - AA.VV. - Hit's Rock Now (Mao - Satelliti)

### Mao
Albums (CD)
- 2001 - Black mokette
- 2002 - 500! (bande originale)
- 2010 - Piume pazze
- 2011 - Meglio tardi che Mao

Singles (CD)
- 2001 - Prima di addormentarmi
- 2001 - Un mondo diverso

Singles (Promo CD)
- 2004 - Electro samba

Singles (Digital)
- 2019 - Nudi alla meta
- 2019 - Le cose
- 2020 - Scusa caro vicino
- 2020 - Velenosa
- 2022 - Stringimi #25

Compilations (CD)
- 2001 - AA.VV. - Tora! Tora! Compilation (Mao - Prima di addormentarmi)
- 2001 - AA.VV. - Tora! Tora! 2001 (Mao - L'effetto che fa (una sconfitta in due))
- 2002 - AA.VV. - Tora! Tora! 2002 (Mao - Io viaggio)

Compilations (Promo CD)
- 2002 - AA.VV. - Cool Sound Italiano (Mao - Prima di addormentarmi)

Compilations (Digital)
- 2005 - AA.VV. - to_potlach (Mao - Gridalo forte!)
- 2012 - AA.VV. - Turin Songwriters Festival (Mao - Dikono ke)
- 2023 - AA.VV. - Tunes That Stick Vol 9 (Mao - E-motion)

Bootlegs
- 2009 - Il Salotto di Mao - Vol. 1
- 2012 - Il Salotto di Mao - Vol. 2
- 2013 - Il Salotto di Mao - Vol. 3

Collaborations
Albums (CD-MC)
- 1991 - Fratelli di Soledad - Salviamo il salvabile (voix Gioia e rivoluzione, Fiume sand creek, (Per quello che ho da fare) Faccio il militare, Nel ghetto, Gianna)
- 1991 - Gianni Cirigliano - No stop! (démo) (auteur, voix)
- 1992 - Francesca Olivieri & Deep River Choir - Francesca Olivieri & Deep River Choir (chœurs)
- 1994 - Fratelli di Soledad - Gridalo forte (chœurs)
- 1995 - Africa Unite - Un sole che brucia (chœurs Rubaduba, Uniformi, Terra tua, Immobile)
- 1998 - Max Gazzè - La favola di Adamo ed Eva (co-compositeur, voix, guitare acoustique Colloquium vitæ)
- 1999 - Delta V - Psychobeat (auteur, voix La mia cosa)

Albums (CD)
- 2004 - Zerouno - Zerouno (voix Non ti conosco)
- 2007 - Vittorio Cane - Secondo (voix Ci proverò)
- 2008 - Stiv - Blu senape (voix Proiettile lento)
- 2009 - Hellzapop - Finché la luce è accesa (voix La notte delle stelle di plastica)
- 2011 - Max Gazzè - La favola di Adamo ed Eva - Max Gazzè (co-compositeur, voix, guitare acoustique Colloquium vitæ)
- 2011 - Soluzione - L'esperienza segna (voix Anni 70)
- 2011 - Persiana Jones - Essenze (voix Odio il lunedì)
- 2011 - Tilt - L'evoluzione delle ombre (coauteur Come se, Paura mai)
- 2012 - Davide Tosches - Il lento disgelo (voix Scintille)
- 2013 - Dj Fede - Tutti dentro… di nuovo (voix A chance for peace)
- 2014 - Fratelli di Soledad - Salviamo il salvabile (atto II) (voix Je vous salue Ninì)
- 2015 - Dj Fede - Funk & Dub (voix A chance for peace (Jolly Mare & B.Kun Dub Remix), Holdin' on (Dj Fede Fresh Dub), Lucky Fellow (Pisti Remix), Lady Day & John Coltrane (Lady Dub by Alambic Conspiracy Dub Version), Con il nastro rosa (Pink Stripe Dub Remix by Alambic Conspiracy)
- 2017 - Dj Fede - Rude Boy Rocker (voix Holdin' On, Lucky fellow, A chance for peace, Lady Day & John Coltrane)
- 2018 - Powerillusi - Powerillusi & Friends (voix, guitare acoustique, chœurs Quella del papà)
- 2018 - Max Gazzè - La favola di Adamo ed Eva - 1998-2018 Anniversary Edition (co-compositeur, voix, guitare acoustique Colloquium vitæ)
- 2019 - LATLETA - Miraggi (guitare acoustique Io ti conosco)
- 2021 - Simona Palumbo - Latin land (coauteur, compositeur, voix Un’onda)
- 2025 - Simona Palumbo - Latin vibes (coauteur, compositeur, voix Un’onda (Remix))

Albums (Digital)
- 2007 - T.O.E.! - Vivisezione di un alluce (voix Carlo sei nei guai (Mao mix)).
- 2014 - Davi Campa - Metamorfosi (voix, guitare acoustique A volte cadiamo)
- 2015 - Il Tusco - Il Tusco canta e Mao gliele suona! (voix Demagogia fiscale)
- 2021 - Simona Palumbo - Latin land (coauteur, compositeur, voix Un’onda)
- 2023 - Stiv Tirella - Tale e quale (coauteur, voix Una notte e un giorno in più, Fuori)
- 2023 - Samle - 2000 - 2008 (auteur, voix, guitare acoustique, production Mi distruggi?)
- 2025 - Simona Palumbo - Latin vibes (coauteur, compositeur, voix Un’onda (Remix))

Albums (LP)
- 2014 - Dj Fede - Rude Boy Funker (voix Holdin' on, Lucky fellow, A chance for peace, Lady Day & John Coltrane, Lady Day & John Coltrane (Lady Dub - Alambic Conspiracy Dub Version))
- 2018 - Max Gazzè - La favola di Adamo ed Eva - 1998-2018 Anniversary Edition (co-compositeur, voix, guitare acoustique Colloquium vitæ)
- 2019 - LATLETA - Miraggi (guitare acoustique Io ti conosco)

Singles (10")
- 1994 - Fratelli di Soledad - Gridalo forte (chœurs)

Singles (7")
- 2013 - Dj Fede - A change for peace / Torino violenta 2 (voix A change for peace)
- 2014 - Dj Fede - Lucky fellow / Ain't no Sunshine (voix Lucky fellow)

Singles (CD)
- 1999 - Max Gazzè - Colloquium vitæ (co-compositeur, voix, guitare acoustique Colloquium vitæ et Colloquium vitæ (album version))

Singles (Promo CD)
- 1999 - Max Gazzè - Colloquium vitæ (co-compositeur, voix, guitare acoustique Colloquium vitæ et Colloquium vitæ (album version))
- 2007 - Vittorio Cane - Ci proverò (voix)

Singles (Digital)
- 2011 - Soluzione - Anni 70' (voix Anni 70)
- 2018 - Trio Marciano feat. Bandakadabra - Stoppi
- 2022 - Trio Marciano - Incipit
- 2022 - Trio Marciano - Terme di Stura
- 2023 - Trio Marciano - Vieni a vivere di noi
- 2023 - Simona Palumbo - Un'onda (Remix) (co-auteur, co-compositeur, voix)

EPs (Digital)
- 2023 - Trio Marciano - Trilogy

Compilations (CD)
- 1999 - AA.VV. - Hit Summer Now (Max Gazzè feat. Mao - Colloquium vitæ)
- 2002 - AA.VV. - Deejay for Christmas (Deejay All Stars - Tutti pazzi per Mary Xmas (Trying to Make a Fool of Me))
- 2006 - AA.VV. - Piemontegroove Vol. 2 (Mao & The Nice Guys -  Could be right)
- 2007 - Max Gazzè - The Best of Platinum (Max Gazzè feat. Mao - Colloquium vitæ)
- 2008 - AA.VV. - Deviazioni (Un omaggio a Vasco Rossi) (Persiana Jones feat. Mao - Lunedì)
- 2008 - Max Gazzè - The Virgin Collection: Una musica può fare (Max Gazzè feat. Mao - Colloquium vitæ)
- 2010 - AA.VV. - Boom Boom Fred (Mao & Santabarba - Eri piccola così)
- 2012 - AA.VV. - Natale a casa Deejay (Deejay All Stars - Tutti pazzi per Mary Xmas (Trying to Make a Fool of Me))
- 2013 - Max Gazzè - The Platinum Collection (Max Gazzè feat. Mao - Colloquium vitæ)
- 2014 - AA.VV. - Natale a casa Deejay (Deejay All Stars - Tutti pazzi per Mary Xmas (Trying to Make a Fool of Me))

Compilations (CD Promo)
- 2012 - AA.VV. - Turin Songwriters Festival (Mao - Dikono ke)

Compilations (MC)
- 2002 - AA.VV. - Deejay for Christmas (Deejay All Stars - Tutti pazzi per Mary Xmas (Trying to Make a Fool of Me))

Compilations (Digital)
- 2009 - AA.VV. - Torino Sistema Solare. San Salvario: da mezzanotte alle quattro (Vittorio Cane feat. Mao - Ci proverò)

Productions
Albums (CD)
- 2011 - Tilt - L'evoluzione delle ombre (coproducteur artistique)
- 2021 - Simona Palumbo - Latin land (coproducteur artistique, co-arrangeur)

Albums (Digital)
- 2015 - ConiglioViola - Recuperate le vostre radici quadrate (mixage Nell'aria, Alexander Platz)
- 2015 - Il Tusco - Il Tusco canta e Mao gliele suona! (producteur artistique; arrangement, enregistrement, mixage, sauf Le parole)
- 2021 - Simona Palumbo - Latin land (coproducteur artistique, co-arrangeur)

EPs (Digital)
- 2024 - Il Tusco - TuscoLana

Singles (CD)
- 2002 - Cerchi nel grano - Ciao mondo (coproducteur artistique, co-mixage)

Singles (Digital)
- 2020 - Follùcida - Le parole giuste (producteur artistique; arrangement, enregistrement, mixage)
- 2024 - Il Tusco - Notte artificiale

### Bit Reduce
Compilations (CD)
- 2003 - AA.VV. - Piemonte Groove (Bit Reduce - Bad boy screaming)

### U-Matic
Albums (CD)
- 2004 - Motel Connection & AA.VV. - A/R Andata + Ritorno (bande originale) (U-Matic - Da nessuna parte)

## Vidéographie

### Mao
- 1996 - Mao e la Rivoluzione - Febbre (Luca Pastore)
- 1997 - Mao - Romantico (Lorenzo Vignolo)
- 1997 - Mao - Satelliti (Lorenzo Vignolo)
- 1998 - Mao - Chinese take away (Lorenzo Vignolo)
- 2001 - Mao - Prima di addormentarmi (Fabio Jansen)
- 2001 - Mao - Un mondo diverso (Lorenzo Vignolo)
- 2002 - Mao - Io viaggio (Beniamino Catena)
- 2010 - Mao - La mia soddisfazione (Paolo Modugno)
- 2020 - Mao - Scusa caro vicino (Hiram Gellona)
- 2020 - Mao x Il Tusco - Velenosa (Hiram Gellona)
- 2022 - Mao feat. Bianco - Stringimi #25 (Mattia Martino)

### Collaborations
- 1999 - Max Gazzè feat. Mao - Colloquium vitæ (Daniele Persica)
- 1999 - Delta V - Il primo giorno del mondo (Fabrizio Trigari)
- 2007 - Vittorio Cane feat. Mao - Ci proverò (Claudio Cosimato)
- 2007 - Nadàr Solo - Novenovembre (Luciano De Simone)
- 2008 - Vittorio Cane - Domenica (Luca Cosimato - Holland)
- 2009 - Santabarba - Nano capitano (Tommaso Caroni)
- 2010 - Fratelli di Soledad - Je vous salue Ninì (Gigi Roccati)
- 2013 - DJ Fede feat. Mao - A change for peace (Alessandro Pisani)
- 2018 - Trio Marciano feat. Bandakadabra - Stoppi
- 2020 - Powerillusi feat. Mao et Parpaglione - Quella del papà (Vince Ricotta)
- 2022 - Trio Marciano - Incipit (Mattia Martino)
- 2022 - Simona Palumbo feat. Mao - Un'onda (Hiram Gellona)
- 2023 - Trio Marciano - Vieni a vivere di noi (Mattia Martino)
- 2023 - Simona Palumbo feat. Mao - Un'onda (Remix) (Giorgio Lusso)
- 2024 - Trio Marciano - Terme di Stura (Vito Miccolis)

## Ensembles et projets parallèles
- 1987-1990 - Voodoo (Roberto Bovolenta, Mauro Gurlino, Luca Mangani, Andrea Mazzon)
- 1989-1992 - Magnifica Scarlatti (Silvio Bernelli, Elvin Betti, Mauro Gurlino, Alesandro Picciuolo)
- 1992 - solo
- 1993-1998 - Mao e la Rivoluzione (Paolo Cucco, Mauro Gurlino, Gianluca Medina, Matteo Salvadori)
- 1999 - Le Kojak (Mauro Gurlino + invités)
- 2002 - Bit Reduce (Luca Gennaro, Mauro Gurlino)
- 2004 - U-Matic (Alessandro Di Maggio, Mauro Gurlino)
- 2007-2014 - Le Voci del Tempo (Mario Congiu, Mauro Gurlino, Marco Peroni)
- 2007-2011 - Mao & Santabarba (Claudio De Marco, Mauro Gurlino, Eugenio Odasso, Mattia Martino)
- 2011-2012 - Mao & Barber Mouse (Mattia Barbieri, Mauro Gurlino, Fabrizio Rat, Stefano Risso)
- 2011-2012 - Kitchen Trio (Mauro Gurlino, Vito Miccolis, Gianluca Senatore)
- 2018 - Trio Marciano (Mauro Gurlino, Vincenzo Mesiti, Vito Miccolis)

## Équipement de concert
- Epiphone Chet Atkins
- Fender Telecaster
- Gibson John Lennon J-160E Peace
- Gibson Acoustic Songwriter Deluxe Studio
- Martin DXM Acoustic Guitar

## Festival de Sanremo
| Année | Catégorie | Chanson   | Interprète |
| ----- | --------- | --------- | ---------- |
| 1997  | Émergents | Romantico | Mao        |

## Filmographie
Courts métrages
- 1997 - Casa (Mauro “Mao” Gurlino et Paolo “Gep” Cucco)
- 2002 - La gara di salto con le uova (Enrico Iacovoni)[33]
- 2003 - Garage madama (Nicola Rondolino)[34]
- 2004 - L'inquilina dell'ultimo piano (single si nasce) (Igor Mendolia et Guido Norzi)[35]
- 2010 - Il diario di "Piume pazze" (Alessandra Guidetti)[36]
- 2012 - Non ho nulla da concordare - Deluxe (Simone Gigiaro, Damiano Monaco et Gabriele Monaco)[37]

Longs métrages
- 2000 - 20 Venti (Marco Pozzi)
- 2001 - 500! (Giovanni Robbiano, Lorenzo Vignolo et Matteo Zingirian)
- 2002 - Perdutoamor (Franco Battiato)
- 2004 - A/R Andata + Ritorno (Marco Ponti)
- 2006 - I comizi di Mao (Mauro “Mao” Gurlino)[38]
- 2011 - I soliti idioti - Il film (Enrico Lando)
- 2013 - Passione sinistra (Marco Ponti)
- 2014 - Je t'aime trop pour te le dire (Marco Ponti)
- 2014 - The Beautiful “Loser”. Una vita apparentemente normale. Gigi Restagno e la Torino musicale degli anni ottanta (Diego Amodio)
- 2016 - Rotte indipendenti: Torino (Giangiacomo De Stefano et Lara Rongoni)[39]
- 2024 - I soliti idioti 3 - Il ritorno (Fabrizio Biggio, Francesco Mandelli, Ferruccio Martini)

## Télévision
MTV (Italie)
- 1997-1998-1999-2001 - Kitchen
- 1999 - Super Kitchen
- 1997 - Hot
- 1999 - Tiziana
- 2000-2001 - Romalive

Match Music
- 1999 - Sanremo

Rai
- 2009 - Scalo 76
- 2021 - Che succ3de?

## Radio
Radio Flash
- 1988-1996
- 1994-1995 - L'agenda di Mao
- 2006-2007 - L'oro in bocca
- 2007-2008 - Flash International
- 2014-2014 - Meglio tardi che Mao (Diario di un Cantastorie)
- 2014-2019 - Roba forte
- 2016-2019 - Il Salotto di Mao

Radio Deejay
- 1998 - Per noi giovani
- 1997-1999 - Kitchen

Radio Torino Popolare
- 2003-2005

Gru Radio
- 2009-2014 - Magical Mystery Turin, Il Salotto di Mao, The Mao Mad Show, Il Diario di Mao, Aspettando Gru Village

Rai Radio 1
- 2010-2011 - Ventura Football Club

Radio Città Futura
- 2017-2018 - Il Salotto di Mao

Radio Reporter Torino
- 2019-2020 - Il Salotto di Mao

## Présentateur
- 2000 - MTV Day
- 2006 - Traffic - Torino Free Festival
- 2007 - Universiade
- 2007 - Traffic - Torino Free Festival
- 2008 - Traffic - Torino Free Festival
- 2012 - Traffic - Torino Free Festival
- 2013 - Torino Jazz Festival

## Romans
- 2011 - Mauro “Mao” Gurlino, Meglio tardi che Mao, Éditions Express, Turin, Italie, pp. 102,  (ISBN 9788897412168)
- 2013 - Mauro “Mao” Gurlino, Olràit! Mao sogna Celentano e gliele canta, Éditions Arcana, Rome, Italie, pp. 187,  (ISBN 9788862312219)

## Curiosités
- La chanson Dolore fisico, sortie en 1989 sur 45 tours sous le nom de Mao e gli indiani, a été utilisée dans le programme télévisé italien Mai dire Gol.
- Le 29 mars 1996, le groupe Mao e la Rivoluzione ouvre le concert d'Oasis au Palalido de Milan lors de la tournée (What's the Story) Morning Glory? Tour[40].
- Le numéro 193 du magazine musical italien Fare Musica, publié en 1997, présente Richard Ashcroft de Verve et Mao côte à côte sur la couverture, accompagnés du titre « séparés par la naissance ! ».
- La chanson Chinese take away est présentée dans le film Abbiamo solo fatto l'amore (1998) réalisé par Fulvio Ottaviano.
- Le clip vidéo de la chanson Chinese take away a remporté le prix Meilleur clip vidéo overground au Meeting des Labels Indépendants Italiens de 1998.
- Le groupe Mao e la Rivoluzione a remporté le Prix Titano au Festival de San Marino dans la catégorie Meilleur groupe de rock en 1998.
- Dans la version originale du clip vidéo de la chanson Un mondo diverso, la scène finale voyait Mao danser et jouer de la guitare avec derrière lui un mur de trois énormes photographies : un champ de fleurs, un lac avec des huttes thaïlandaises et l'horizon de New York avec les tours jumelles. Le clip vidéo a été diffusé quelques jours avant le 11 septembre 2001, pour être immédiatement retiré. Une semaine plus tard, une version alternative a commencé à être diffusée, avec la scène finale spécialement retravaillée (dans la version originale, en effet, Mao souriait et faisait le signe de la victoire avec sa main, avec le World Trade Center en arrière-plan).
- Morgan, coproducteur avec Mao de Black mokette, considère l'album comme le meilleur sur lequel il a travaillé dans sa carrière[41].
- Lors de la présentation à Turin de l'album Il padrone della festa de Fabi Silvestri Gazzè, Daniele Silvestri a déclaré qu'il a des souvenirs liés à la ville de Turin accompagnés des chansons de Mao, à tel point qu'il s'est inspiré de la chanson Febbre pour sa Cohiba.
- La chanson Satelliti a été incluse par Indie for Bunnies dans le top 10 des chansons indie-rock italiennes publiées par des outsiders dans les années 1990[42].